# Arianit Ferati
Arianit Ferati (Stuttgart, Alemania, 7 de septiembre de 1997) es un futbolista kosovar-alemán que juega en el Waldhof Mannheim de la 3. Liga.

## Selección nacional
El 16 de noviembre de 2022 hizo su debut con la selección de Kosovo en un amistoso contra Armenia que finalizó en empate a dos.

## Clubes
| Club                          | País         | Año       |
| ----------------------------- | ------------ | --------- |
| VfB Stuttgart                 | Alemania     | 2015-2016 |
| Hamburgo S. V.                | Alemania     | 2016-2019 |
| Fortuna Düsseldorf (cedido)   | Alemania     | 2016-2017 |
| F. C. Erzgebirge Aue (cedido) | Alemania     | 2017      |
| Waldhof Mannheim              | Alemania     | 2019-2021 |
| Fortuna Sittard               | Países Bajos | 2021-2024 |
| Waldhof Mannheim              | Alemania     | 2025-     |